# Falsamblesthis gracilis
Falsamblesthis gracilis är en skalbaggsart som först beskrevs av Auguste Lameere 1893.  Falsamblesthis gracilis ingår i släktet Falsamblesthis och familjen långhorningar.
Artens utbredningsområde är Venezuela. Inga underarter finns listade i Catalogue of Life.